# Jane Goodall
Dama Jane Morris Goodall DBE (engleski: Dame Jane Morris Goodall), rođena kao Valerie Jane Morris-Goodall, prije Barunica Jane van Lawick-Goodall (engleski: Baroness Jane van Lawick-Goodall) (London, 3. travnja 1934.) engleska je primatologinja, antropologinja i etologinja. Smatra se najvažnijom stručnjakinjom za čimpanze na svijetu. Najpoznatija je po šezdesetogodišnjem istraživanju društvenih i obiteljskih odnosa divljih čimpanza od kako je prvi put posjetila Nacionalni park Gombe Stream u Tanzaniji 1960. godine. Osnivačica je Jane Goodall Institute-a i programa Roots & Shoots. Ekstenzivno je radila na brizi i zaštiti životinja. Služila je u odboru Nonhuman Rights Project od njegovoga osnivanja 1996. godine. Godine 2002. imenovana je glasnicom mira Ujedinjenih naroda. Počasna je članica World Future Council-a.

## Životopis
Valerie Jane Morris-Goodall rođena je 3. travnja 1934. godine u Hampsteadu, London. Njeni roditelj su bili biznismen Mortimer Herbert Morris-Goodall (1907. – 2001.) i spisateljica Margaret Myfanwe Joseph (1906. – 2000.) iz Milford Havena, Pembrokeshirea koja je pisala pod imenom Vanne Morris-Goodall.
Kao dijete, od oca je dobila plišanu igračku čimpanzu zvanu Jubilee i tako razvila ljubav prema primatima. Ta igračka i danas putuje s njom po čitavome svijetu.
Godine 1957. odlazi u Keniju, na farmu prijatelja.  Postaje sekretarica Louisa Leakeya, poznatoga arheologa i paleontologa, kome su trebali istraživači čimpanzi na terenu. Leakey 1958. godine šalje Goodall u London na proučavanje ponašanja i anatomije primata. Dana 14. srpnja 1960. godine Jane Goodall dolazi u Nacionalni park Gombe Stream u Tanzaniji. Od 1962. godine Leakey financira Goodallino školovanje na Sveučilište u Cambridgeu, gdje ona 1965. godine stječe doktorat iz etologije.
Udavala se dva puta. Prvi put 1964. godine za nizozemskoga plemića barona Huga van Lawicka, s kojim ima sina. Drugi put se udala 1975. godine za Dereka Brycesona, člana tanzanijskoga parlamenta i direktora nacionalnih parkova te zemlje. Autorica je preko 25 knjiga, od čega je desetak namijenjeno djeci. Njenim životom i radom bavilo se više od 40 dokumentarnih filmova.

## Rad

### Istraživanja u Nacionalnome parku Gombe Stream
Bez stručne obuke, Goodall je vodila istraživanje i primijetila mnoge stvari koje su promakle znanstvenicima. Umjesto da brojem obilježi čimpanze koje je promatrala, ona im je dala imena kao što su Fifi i David Greybeard. Zapazila je da imaju jedinstvene i individualne osobnosti, što je u to vrijeme bila nekonvencionalna ideja. Promatrala je ponašanja kao što su zagrljaj, poljupci, tapkanje po leđima, pa čak i škakljanje, ono što smatramo ljudskima aktivnostima. Goodall inzistira da su ove geste dokaz o emocionalnima vezama između članova obitelji ili drugih pojedinaca u zajednici, i da mogu trajati tijekom čitavoga života. Ova analiza ukazala je da između ljudi i čimpanza postoje sličnosti, ne samo u genima, već i u emocijama, inteligenciji, obiteljskima i društvenima odnosima.
Istraživanje u Gombe Streamu najbolje je poznato znanstvenoj zajednici zbog pobijanja dva dugogodišnja uvjerenja: samo ljudi mogu konstruirati alate i čimpanze su vegetarijanci. Čimpanze koriste grančice koje čak i oblikuju kako bi pomoću njih mogli „pecati” termite.
Goodall je također pronašla i agresivnu stranu prirode čimpanzi u Gombe Streamu. Otkrila je da čimpanze sistematski love i jedu manje primate, kao što su majmuni roda Piliocolobus, što je dovelo do preispitivanja prethodne koncepcije prehrane i ponašanja čimpanzi. Također je primijetila da dominantne ženke namjerno ubijaju mlade drugih kako bi održale svoju dominaciju. Ona u svojima memoarima opisuje i rat čimpanza koji se odvijao od 1974. do 1978. godine. Njeni nalazi su potpuno preokrenuli znanja o ponašanju čimpanzi i bili su dodatni dokaz društvene sličnosti između ljudi i čimpanza, samo na mnogo mračniji način.
Oslobođena od konvencionalnih normi istraživanja, razvila je blisku vezu s čimpanzama i uspjela je postati jedini čovjek koji je ikada prihvaćen u zajednici čimpanzi. Bila je najniži član njihove hijerarhije u razdoblju od 22 mjeseca.

### Jane Goodall Institute
Godine 1977. Goodall je osnovala institut Jane Goodall Institute, koji podržava istraživanje Gombe čimpanzi i predvodi svjetske napore za očuvanje čimpanzi i njihovih staništa. Ima 19 kancelarija širom svijeta. Od 1991. godine vodi i svjetski omladinski program „Roots & Shoots“ koji je prisutan u preko 100 država. Na Sveučilištu Duke u Minnesoti otvoren je Jane Goodall Institute's Center for Primate Studies, gdje su svi njeni rukopisi, fotografije, bilješke ujedinjeni i postavljeni u online bazu podataka. Danas, Goodall sve svoje vrijeme posvećuje zastupanju čimpanzi i životne sredine, putujući skoro 300 dana godišnje.

### Nagrade i priznanja
Jane Goodall dobila je mnoge počasti za svoj ekološki i humanitarni rad. Glavni tajnik Ujedinjenih naroda Kofi Annan imenovao je Goodall glasnicom mira Ujedinjenih naroda. Britanska kraljica Elizabeta II. odlikovala ju je Redom Britanskoga Carstva. Ima medalju francuske Legije časti i preko 50 drugih počasti i nagrada od raznih institucija, vlada i humanitarnih organizacija širom svijeta.

## Vanjske poveznice
- Službena web stranica The Jane Goodall Institute-a
- Jane Goodall[neaktivna poveznica] na Charlie Rose-u
- Pojave na C-SPAN-u
- Vijesti o Jane Goodall na The Guardian
- Jane Goodall na IMDB-u
- Vijesti o Jane Goodall na The New York Times-u
- Jane Goodall na TED-u
- Jane Goodall  Arhivirana inačica izvorne stranice od 10. srpnja 2020. (Wayback Machine) na WorldCat-u
- Jane Goodall u časopisu Discover
- Intervju objavljen u New Statesman-u
- Jane Goodall – Overpopulation in the Developing World na Fora.tv-u
- Lecture transcript and video of Goodall's speech at the Joan B. Kroc Institute for Peace & Justice at the University of San Diego, April 2008
- Jane Goodall extended film interview with transcripts for the 'Why Are We Here?' documentary series.
- A Conversation with Jane Goodall (audio interview)